# Астероид класса M
Спектральный класс M — третий по многочисленности класс астероидов, состав данного класса изучен довольно плохо. Известно только, что они обладают умеренно большим альбедо (0,1 — 0,2) и содержат в своём составе металлы. Некоторые, но далеко не все из них, состоят из никеля и железа, с небольшой примесью камней. Эти астероиды, вероятно, являются остатками металлических ядер более крупных астероидов планетезималей, которые были разрушены в результате взаимных столкновений на ранних стадиях формирования Солнечной системы. Возможно именно они являются главным источником металлических метеоритов.
Есть также входящие в этот класс астероиды, чей состав на данный момент практически неизвестен. К таким астероидам относится, например, (22) Каллиопа. Точно известно, что её плотность слишком низкая для твёрдого металлического тела. Для того чтобы при такой плотности она состояла из железа и никеля, её пористость должна достигать 70 %, что противоречит имеющимся сегодняшним представлениям о формировании астероидов. Астероиды (21) Лютеция и (22) Каллиопа имеют в своём спектре особенности, которые указывают на возможное присутствие гидратированных металлов и силикатов. Они обладают аномально низким альбедо для тел с металлической поверхностью и, кроме того, по некоторым характеристикам они ближе скорее к углеродным астероидам, нежели к металлическим. В данном классе имеется ещё несколько тел по своим характеристикам не вписывающихся в класс металлических астероидов.
Крупнейшим астероидом данного класса является астероид (16) Психея.